# Železniční trať Brand-Erbisdorf–Langenau
Železniční trať Brand-Erbisdorf–Langenau byla vybudována v letech 1889–1890, současně s železniční tratí Berthelsdorf–Großhartmannsdorf, ze které ve stanici Brand-Erbisdorf odbočovala.
V roce 1997 byla ukončena osobní doprava, v následujícím roce bylo rozhodnuto o zrušení trati, která byla později zčásti snesena. Zachovaly se konstrukce mostů v Erbisdorfu (90 m) a Himmelsfürstu (87 m) a rovněž kolejnice od železničního přejezdu před Langenau až ke koncovému zarážedlu. Spolek Eisenbahnverein Langenau nabízí pronájem výpravní budovy v Langenau na společenské akce.

## Galerie

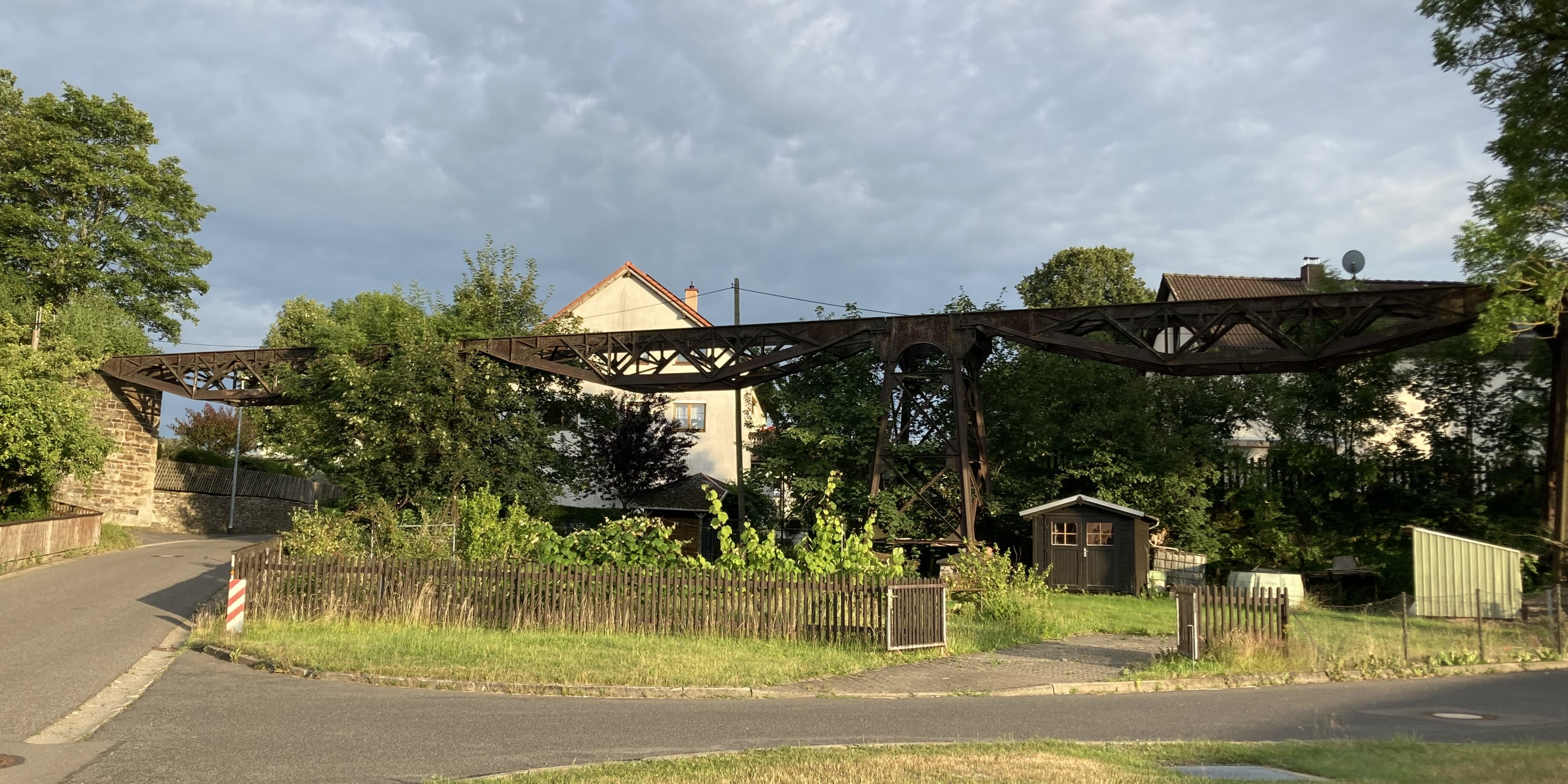
Most v Erbisdorfu (2024)
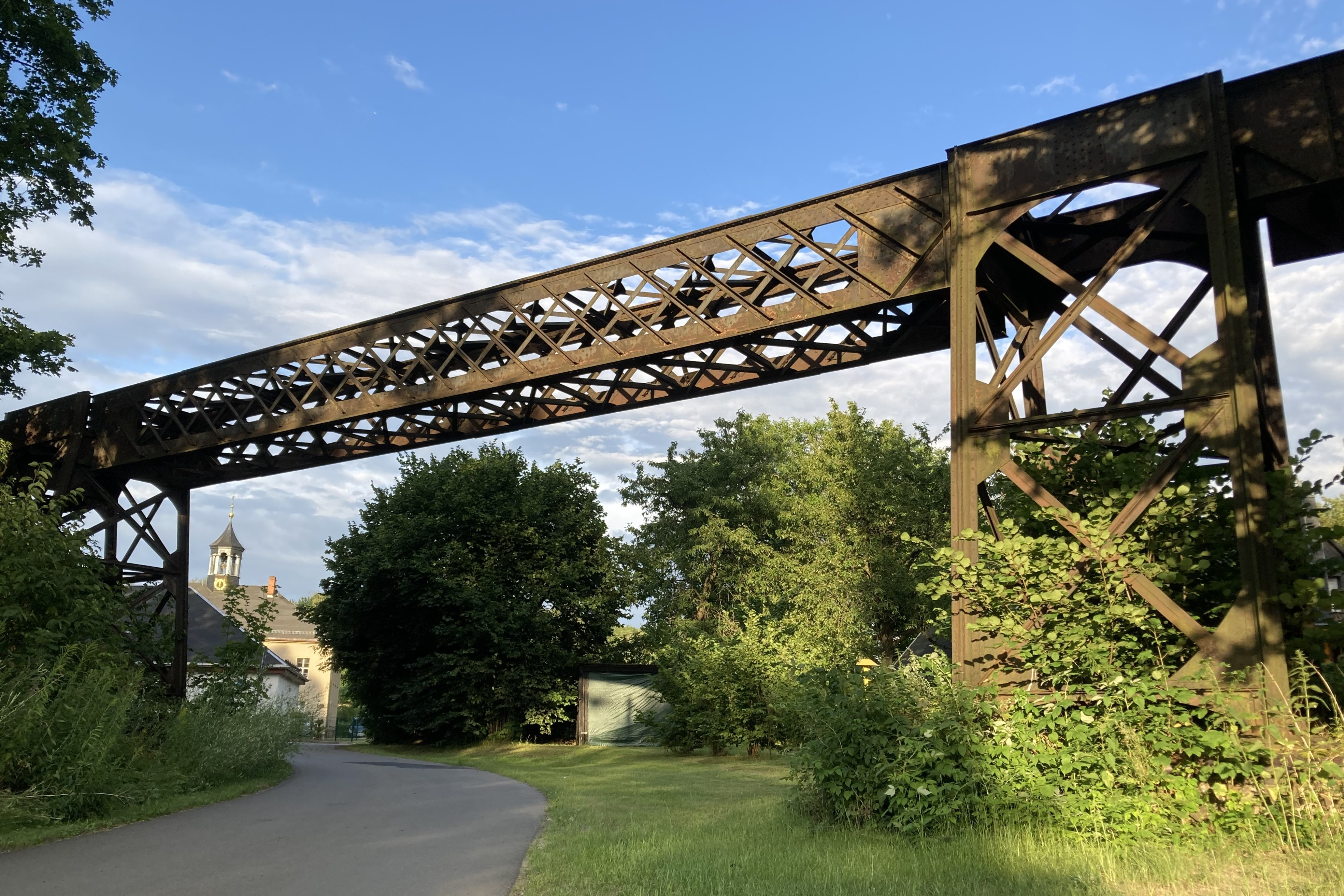
Most v Himmelsfürstu (2024)